# Aphyosemion australe
Aphyosemion australe е вид лъчеперка от семейство Nothobranchiidae. Видът е незастрашен от изчезване.

## Разпространение
Разпространен е в Ангола, Габон, Камерун и Република Конго.

## Описание
На дължина достигат до 6 cm.